# Voto único no transferible
El voto único no transferible (SNTV por sus siglas en inglés: Single non-transferable vote) es una fórmula electoral de tipo mayoritario que se aplica en circunscripciones plurinominales en las que el elector solo puede emitir un voto a un único candidato. Al tratarse de circunscripciones plurinominales (es decir, no se elige un único representante) los partidos mayores presentan varios candidatos (intentando llevarse todos los que le corresponde a la circunscripción) e indican a los electores un voto estratégico que distribuya el voto entre sus candidatos de la forma más uniforme posible para evitar la «pérdida» de votos (lo que beneficiaría al resto de partidos). Por sus parte los partidos pequeños tienden a presentar un único candidato para no dispersar sus votos (e intentar así que salga elegido).
Esta fórmula electoral es la que se usó en Japón entre 1947 y 1994.